# Frederik Nortje
Frederik Cornelius Johannes Nortje (ur. 2000) – południowoafrykański zapaśnik walczący w stylu wolnym. Srebrny medalista mistrzostw Afryki w 2023. Mistrz Afryki juniorów w 2018 i trzeci w 2019 roku. 